# バーチャレクス・コンサルティング
バーチャレクス・コンサルティング株式会社は、東京都港区虎ノ門に本社のある、企業と顧客の接点（チャネル）に関するコンサルティングとアウトソーシングサービスおよびソフトウェアの提供をする会社である。

## 沿革
- 1999年
  - 6月 - 東京都中央区築地に設立[1]。
  - 8月 - BPS（築地）コールセンター開設。
  - 10月 - 証券会社、先進通信会社等コールセンター運営受託。
- 2000年
  - 3月 - コールセンターにフォーカスしたITプラットフォームサービスを提供する｢株式会社ビッツテージ｣を設立。
  - 5月 - 株式会社ゼストと合併。
- 2001年4月 - 茅場町コールセンター開設。
- 2003年1月 -  東京都中央区日本橋茅場町に本社移転。
- 2005年
  - 6月 - 社団法人日本テレマーケティング協会加入（正会員）。
  - 8月 - 「プライバシーマーク」の認証を取得。
  - 10月 - 東京都港区六本木に本社移転。
- 2006年8月 - 新川コールセンター開設
- 2007年10月 - 100％子会社として、ニューズライン・テクノロジー株式会社の株式取得、同12月に社名を｢株式会社バージェント｣と変更。
- 2008年
  - 7月 - 株式会社バーチャレクスと株式会社ビッツテージ合併、社名をバーチャレクス・コンサルティング株式会社に変更。
  - 12月 - 佐賀フュージョンサービス株式会社の株式取得、子会社化。｢バーチャレクス九州株式会社｣と改め、新たに九州拠点におけるコールセンター運営事業を展開[2]。
- 2009年10月 - バーチャレクス九州株式会社を存続会社とし、子会社であるバーチャレクス九州株式会社と株式会社バージェント合併。
- 2010年8月 - シンプレクス社が当社株式を追加取得。
- 2011年5月 - 東京都港区虎ノ門に本社移転。
- 2016年6月 - 東京証券取引所マザーズ市場へ上場。
- 2017年
  - 2月 - 株式会社タイムインターメディアの株式取得、子会社化[3]。
  - 10月 - バーチャレクス・ホールディングス株式会社から事業の全部を継承し、新設分割により設立。
- 2018年4月 - Virtualex (Thailand) Co., Ltd.（バーチャレクス・タイランド）を、タイ・バンコクで設立[4]。

## グループ会社
- バーチャレクス九州株式会社：コールセンター業務を中心としたアウトソーシングサービスの提供
- Virtualex (Thailand) Co., Ltd.：日本向けBPO（ビジネスプロセスアウトソーシング）事業
- Virtualex U.S.A., Inc.：ITソリューションの調査・研究
- 株式会社タイムインターメディア：Webシステム、文教・教育ソリューションの提供およびソフトウェアの研究・開発（AI等）
- VXアクト株式会社：オンサイトチームエンジニアリング（OTE）、オフショア開発、ITオペレーションアウトソーシング等のITサービスの提供[5]

## 書籍
訳
- 『カスタマーサクセス――サブスクリプション時代に求められる「顧客の成功」10の原則』：英知出版／ニック・メータ, ダン・スタインマン, リンカーン・マーフィー 著, バーチャレクス・コンサルティング 訳

監修
- 『経営に貢献するコールセンターの構築 企画から設立、運営まで』：英知出版／丸山栄樹(代表取締役会長)、小林知巳(企画担当ディレクター)著、バーチャレクス・コンサルティング 監修